# Confine tra Austria e Ungheria

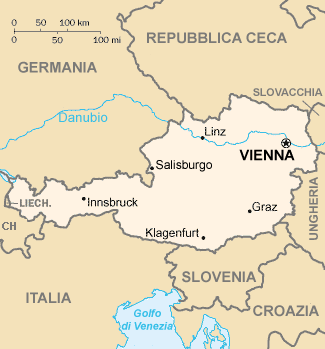
Mappa dell'Austria con evidenziati i confini.

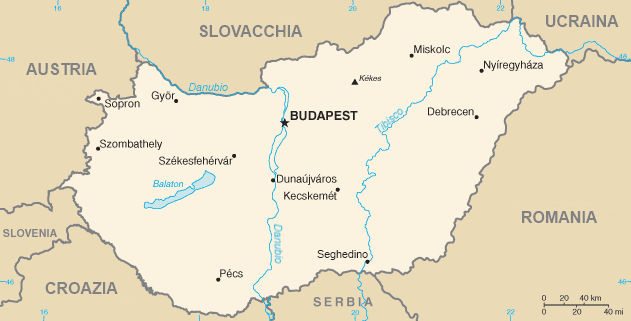
Mappa dell'Ungheria con indicati i confini.

Il confine tra l'Austria e l'Ungheria descrive la linea di demarcazione tra questi due Stati. Ha una lunghezza di 366 km.

## Caratteristiche
In Austria il confine interessa la parte orientale del paese; in Ungheria invece quella occidentale ed ha un'andatura generale da nord verso sud.
Il confine parte dalla triplice frontiera che unisce l'Austria, la Slovacchia e l'Ungheria e prosegue fino alla triplice frontiera tra Austria, Slovenia e Ungheria.
In Austria il confine interessa il Land del Burgenland. In Ungheria sono delimitate dal confine le Province di Győr-Moson-Sopron e di Vas.